# Tybjerg Kirke
Tybjerg kirke er en kirke beliggende på en forhøjning i selve Tybjerg landsby umiddelbart øst for Tybjerggård og er synlig vidt omkring i landskabet ligesom den nærliggende Aversi Kirke. Ved indkørsel i Tybjerg fra den nærliggende landsby Tybjerglille Bakker troner kirken imposant bag den hvidkalkede kirkegårdsmur.

## Historie
Kirken blev opført som en af de tidligste kirker i området og hørte fra gammel tid under Roskilde Stift, men administration af kirketiende varetoges så vidt vides af abbeden på Skovkloster ved Næstved, en situation der må have været til stor irritation for sognebørnene, idet Erik Lam i et af sine breve formaner dem til besindighed og at undgå at hindre præsterne og munkene i at udføre deres arbejde.

## Arkitektur og interiør
Kirken blev oprindeligt opført i romansk stil af kvadertilhuggede kalksten (koret og skibet er rester heraf), men blev i 1400-tallet (formodentlig under de "Gamle Basser" til Tybjerggård, hvis våbenskjold optræder i kalkmalerierne på hvælvingerne) udbygget med en forlængelse af skibet mod vest udført i munkesten.
De gotiske, kamtakkede tilbygninger er af senere dato og menes at stamme fra det tidlige 1500-tal. Kirkens kalkmalerier, hvoraf dem i koret blev restaureret af J. Kornerup i 1880'erne, er dateret til ca. 1175 og kan dermed regnes som samtidige med kirkens opførsel. Altertavlen, udført i bruskbarok, er fra den navnkundige Næstved-snedker Abel Schrøders værksted og stammer fra krigsåret 1658.

## Eksterne kilder og henvisninger
- Wikimedia Commons har flere filer relateret til Tybjerg Kirke
- Tybjerg Kirke Arkiveret 31. januar 2011 hos  Wayback Machine hos nordenskirker.dk
- Tybjerg Kirke hos KortTilKirken.dk